# Старожадівський парк
Старожа́дівський парк — парк-пам'ятка садово-паркового мистецтва місцевого значення в Україні. Об'єкт природно-заповідного фонду Чернівецької області.
Розташований у межах Сторожинецької міської громади Чернівецького району Чернівецької області, в селі Стара Жадова.
Площа 10 га. Статус присвоєно згідно з рішенням облвиконкому від 30.05.1979 року. Перебуває у віданні: Обласний дитячий гастроентологічний санаторій.
Статус присвоєно для збереження парку, заснованого 1869 року. Зростає 24 види дерев та чагарників.